# Ботеви дни
Ботевите дни са посветени на революционера Христо Ботев и на Ботевата чета. Провеждат се всяка година от 24 май до 2 юни във Враца и в Козлодуй.

## Враца
През 1885 г. на Милин камък се поставя началото на ежегодните чествания, посветени на подвига на Христо Ботев и неговата чета. Първият Ботевски организационен комитет с председател Иванчо Цветков, кмет на Враца и бивш опълченец, изработва устав за честванията, които ще се провеждат всяка година. Ботевският организационен комитет е първата неправителствена организация в Княжество България.
В двешно време Ботевите дни включват богата културна програма: конкурси, рецитали, изложби и концерти. В рамките на празниците се връчва литературната Международна Ботевска награда.
Кулминацията на честванията са митингът-заря на 1 юни, провеждан на площад „Христо Ботев“, както и всенародното поклонение на 2 юни на връх Околчица.

## Козлодуй
Честванията в Козлодуй имат същото времетраене, но през 2016 г. започват с откриването на 17 май на Ден на спорта. Програмата през следващите дни включва тържества по случай Деня на българската просвета и култура и на славянската писменост на 24 май, отбелязван с пищна манифестация на площад „Христо Ботев“, музикална програма и награждаване на учители.
2 юни – денят, посветен на героичния подвиг на Христо Ботев и неговата чета, се отбелязва с няколко събития - спортен празник за деца, плаване с кораба „Радецки“ по река Дунав, празнично шествие с духов оркестър и концерт, и завършва с възпоменателен митинг-заря и тържествена проверка по повод слизането на Ботевата чета на козлодуйския бряг. Младежкият фестивал „Шумът на реката“ включва спортни игри за деца, занимателни и образователни игри за младежи. Денят на град Козлодуй, под надслов „България и Ботев нас ни свързват“, представлява фестивал на съхранените български традиции сред българите в България и в чужбина и завършва с празничен концерт и заря. Кулминацията на празничните Ботеви дни е на 2 юни с поклонение и минута мълчание, поднасяне на венци и цветя; ежегоден колопоход „По стъпките на Ботевата чета“

## Хронология на честванията
Както следва:
- Първо честване през 1884 г. във Враца и Пловдив;
- От 1901 г. това става с тържество на връх Вола;
- Oт 2 юни 1948 г. точно в 12.00 часа е даден първият сигнал за едноминутно мълчание в цялата страна;
- От 1953 г. до 1988 г. се чества като Ден на Ботев и на загиналите в борбата против турското робство, капитализма и фашизма и в Отечествената война;
- От 1988 г. до 1990 г. като Ден на Ботев и на загиналите за национално и социално освобождение на България;
- От 1991 г. до 1993 г. като Ден на Ботев, и на загиналите за свободата на България.